# Dolní Polubný
Dolní Polubný (německy Unterpolaun) je vesnice, jedna z částí města Desná v okrese Jablonec nad Nisou v Libereckém kraji. Rozkládá se na pravém břehu Hlubokého potoka, který v areálu bývalé Riedelovy sklárny ústí do Černé Desné. Ves leží ve vzdálenosti asi jeden kilometr severovýchodně od centra města Desná a je jednou z osad, tvořících její část Desná III. 

## Historie
K založení Dolního Polubného došlo roku 1700.[zdroj?]
Dolní Polubný byl dříve součástí obce, později městyse Polubný. Roku 1949 byl odtržen od Polubného a připojen k Desné. Roku 1960 pak byla obec Polubný sloučena s obcemi Příchovice a Jizerka do nové obce Kořenov.
V místní části Potočná se nachází skupina dřevěných stavení pojmenovaná Sedmidomky. Na katastrálním území Dolní Polubný leží též areál bývalé Riedlovy sklárny a nachází se zde také část ozubnicového úseku tratě číslo 036 spojující Tanvald s Harrachovem.